# Luca Ivanković
Luca Ivanković (ur. 26 września 1987) – chorwacka koszykarka, reprezentantka kraju, uczestniczka Igrzysk Olimpijskich w Londynie.

## Kluby
- Jolly JBS Euroline